# Palpigradi
Palpigradi zijn een orde van geleedpotige dieren die tot de klasse spinachtigen (Arachnida) behoren. Van de orde zijn wereldwijd 80 soorten bekend, waarvan 26 in Europa. De lengte van het lichaam bedraagt slechts 2 tot 3 millimeter.

## Beschrijving
Het lichaam van de Palpigradi doet denken aan dat van de zweepstaartschorpioenen, omdat bij hen ook het achterlijf in een meervoudige flagellum eindigt. Opvallend is ook de eerste paar looppoten, die net als bij de zweepspinnen en zweepstaartschorpioenen als tastorganen dienstdoet.
De pedipalpen (tastorganen) zijn beenachtig en worden gebruikt als looppoten. De cheliceren (monddelen) zijn relatief groot en worden voor het vasthouden van de prooi (kleine springstaarten) gebruikt.
Palpigradi zijn volledig kleurloos en hebben geen ogen.

## Voorkomen
Soorten uit deze orde komen voor in een gematigd tot heet klimaat en leven verborgen in grotten of onder stenen. Alleen 's nachts worden ze actief.

## Taxonomie
- Familie Eukoeneniidae Petrunkevitch, 1955
  - Geslacht Allokoenenia Silvestri, 1913
  - Geslacht Eukoenenia Börner, 1901
  - Geslacht Koeneniodes Silvestri, 1913
  - Geslacht Leptokoenenia Condé, 1965
- Familie Prokoeneniidae Condé, 1996
  - Geslacht Genus Prokoenenia Börner, 1901
  - Geslacht Triadokoenenia Condé, 1991